# Карницький Олександр Іванович (борець)
Олександр Іванович Карницький (біл. Аляксандр Іванавіч Карніцкі; нар. 4 жовтня 1976) — білоруський борець вільного стилю, срібний призер чемпіонату Європи, дворазовий чемпіон світу серед студентів. Майстер спорту міжнародного класу з вільної боротьби.

## Життєпис
Боротьбою почав займатися з 1989 року. 
Виступав за спортивний клуб профспілок, Гродно. Тренер — Леонід Фурса.

## Спортивні результати на міжнародних змаганнях

### Виступи на Чемпіонатах світу
| Змагання                        | Збірна   | Вагова категорія          | Місце |
| ------------------------------- | -------- | ------------------------- | ----- |
| Чемпіонат світу з боротьби 2001 | Білорусь | вільна боротьба, до 58 кг | 14    |
| Чемпіонат світу з боротьби 2002 | Білорусь | вільна боротьба, до 55 кг | 16    |
| Чемпіонат світу з боротьби 2003 | Білорусь | вільна боротьба, до 60 кг | 32    |
| Чемпіонат світу з боротьби 2005 | Білорусь | вільна боротьба, до 60 кг | 27    |
| Чемпіонат світу з боротьби 2006 | Білорусь | вільна боротьба, до 60 кг | 8     |
| Чемпіонат світу з боротьби 2007 | Білорусь | вільна боротьба, до 60 кг | 31    |

### Виступи на Чемпіонатах Європи
| Змагання                         | Збірна   | Вагова категорія          | Місце  |
| -------------------------------- | -------- | ------------------------- | ------ |
| Чемпіонат Європи з боротьби 1999 | Білорусь | вільна боротьба, до 58 кг | 10     |
| Чемпіонат Європи з боротьби 2001 | Білорусь | вільна боротьба, до 58 кг | Бронза |
| Чемпіонат Європи з боротьби 2003 | Білорусь | вільна боротьба, до 60 кг | 12     |
| Чемпіонат Європи з боротьби 2006 | Білорусь | вільна боротьба, до 60 кг | 15     |
| Чемпіонат Європи з боротьби 2007 | Білорусь | вільна боротьба, до 60 кг | 7      |
| Чемпіонат Європи з боротьби 2008 | Білорусь | вільна боротьба, до 60 кг | 7      |

### Виступи на інших змаганнях
| Змагання                                                         | Збірна   | Вагова категорія          | Місце  |
| ---------------------------------------------------------------- | -------- | ------------------------- | ------ |
| Олімпійський кваліфікаційний турнір з боротьби 2000 (Токіо)      | Білорусь | вільна боротьба, до 58 кг | 12     |
| Чемпіонат світу з боротьби серед студентів 2000                  | Білорусь | вільна боротьба, до 58 кг | Золото |
| Гран-прі Німеччини з боротьби 2001                               | Білорусь | вільна боротьба, до 63 кг | Срібло |
| Олімпійський кваліфікаційний турнір з боротьби 2004 (Братислава) | Білорусь | вільна боротьба, до 60 кг | 7      |
| Олімпійський кваліфікаційний турнір з боротьби 2004 (Софія)      | Білорусь | вільна боротьба, до 60 кг | 5      |
| Чемпіонат світу з боротьби серед студентів 2004                  | Білорусь | вільна боротьба, до 60 кг | Золото |
| Гран-прі Німеччини з боротьби 2005                               | Білорусь | вільна боротьба, до 60 кг | Срібло |
| Гран-прі Німеччини з боротьби 2006                               | Білорусь | вільна боротьба, до 66 кг | 10     |
| Гран-прі Німеччини з боротьби 2007                               | Білорусь | вільна боротьба, до 60 кг | 9      |
| Міжнародний меморіал Дейва Шульца 2008                           | Білорусь | вільна боротьба, до 60 кг | Срібло |
| Олімпійський кваліфікаційний турнір з боротьби 2008 (Варшава)    | Білорусь | вільна боротьба, до 60 кг | 8      |